# 弗魯特波特特設鎮區 (密歇根州)
弗魯特波特特設鎮區（英語：Fruitport Charter Township）是位於美國密歇根州馬斯基根縣的一個特設鎮區。

## 地方資料
弗魯特波特特設鎮區的面積為78.60平方千米，當中陸地面積為77.60平方千米，而水域面積為1.00平方千米。根據2020年美國人口普查的數據，當地共有人口14575人，而人口密度為每平方千米185.43人。